# Kurat
Kurat (von lateinisch cura „Fürsorge“ oder auch „Pflege“) hat mehrere direkt und indirekt kirchenbezogene Bedeutungen.

## Im Kirchenrecht
Kurat ist ein kirchenrechtlicher Titel und bezeichnet in der katholischen und in der anglikanischen Kirche einen Hilfspriester mit eigenem Seelsorgebezirk/-bereich (Kuratie, Pfarrvikarie).
Kuraten sind, wenn das Recht nichts anderes bestimmt, den Pfarrern gleichgestellt (516, § 1  CIC).

## Weitere Verwendung des Begriffes

### Pfadfinderverbände
In den katholischen Pfadfinderverbänden im deutschsprachigen Raum (DPSG, PSG, PPÖ und anderen) werden die mit der geistlichen Verbandsleitung betrauten Leitungsmitglieder Kuratinnen oder Kuraten genannt. Ein Weihesakrament ist dafür nicht erforderlich.

### In Österreich
Bei den Freiwilligen Feuerwehren in Österreich werden die geistlichen Betreuer ebenfalls als Kurat bzw. Feuerwehrkurat bezeichnet. Im Sinne der Dienstordnung sind dies Geistliche der römisch-katholischen oder evangelischen Kirche. In der römisch-katholischen Kirche gehören auch Diakone zum Personenkreis der Geistlichen. Feuerwehrkuraten müssen Mitglieder einer Freiwilligen Feuerwehr oder Betriebsfeuerwehr sein. Zu ihren Aufgaben gehören u. a. die Vorbereitung und Durchführung von Gottesdiensten, die religiöse und sittliche Motivierung der Feuerwehrmitglieder zum selbstlosen Dienst sowie deren psychologische Betreuung.
Beim Österreichischen Roten Kreuz sind Geistliche wie bei den Feuerwehren im Einsatz. Sie werden ebenfalls als Kuraten bezeichnet.
Auch beim österreichischen Bundesheer gibt es den Kuraten. Damit werden im allgemeinen Sprachgebrauch Militärgeistliche benannt. Korrekt ist die Bezeichnung Militärkurat (entspricht dem Hauptmann; Abkürzung: MilKur) und Militäroberkurat (entspricht dem Major; Abkürzung: MilOKur).